# Newport and Richford Railroad
Die Newport and Richford Railroad (N&R) ist eine ehemalige Eisenbahngesellschaft in Vermont (Vereinigte Staaten). Sie bestand als eigenständige Gesellschaft von 1872 bis 1881.

## Geschichte
Die Gesellschaft wurde am 11. November 1869 zunächst als Missisquoi and Clyde Rivers Railroad (M&CRR) gegründet. Sie beabsichtigte, eine normalspurige Eisenbahnstrecke zu bauen, die in Newport an die Strecke der Connecticut and Passumpsic Rivers Railroad (C&PRR) anschließen und nordwestwärts in Richtung Montreal führen sollte. Für die in Kanada liegenden Abschnitte gründete man dort die South-Eastern Railway. Die Bahnstrecke Newport–Farnham, von der etwa 35 Kilometer der M&CRR gehörten, ging 1873 in Betrieb. In Farnham bestand Gleisanschluss an die Grand Trunk Railway.
Bereits im Februar 1875 pachtete die C&PRR gemeinsam mit der BCM die M&CRR für ein Jahr. Dieser Pachtvertrag lief aus und die M&CRR geriet zunehmend in Finanzprobleme. 1880 meldete man Konkurs an und die Gesellschaft wurde durch die am 9. Dezember 1880 gegründete Newport and Richford Railroad übernommen. Am 1. Juni 1881 leaste die Montreal&Atlantic Railway, der Rechtsnachfolger der South-Eastern, die Bahngesellschaft. Später gingen beide Bahnen in der Canadian Pacific Railway auf. 
Die Bahn ist weiterhin in Betrieb, wurde jedoch mittlerweile an lokale Gesellschaften verkauft. Der Abschnitt Newport–Richford–Staatsgrenze gehörte zunächst der Northern Vermont Railroad, der in Kanada liegende Streckenteil der Quebec Southern Railway. Beide Betriebe waren Tochtergesellschaften der Iron Road Railways. Nach der Pleite der Muttergesellschaft Ende 2002 wurde die gesamte Strecke am 9. Januar 2003 an die Montreal, Maine and Atlantic Railway verkauft.